# Campionati europei di nuoto 2012 - 200 metri rana femminili
La gara dei 200 metri rana femminili degli Europei 2012 si è svolta il 24 e 25 maggio 2012 e vi hanno partecipato 35 atlete. Le batterie e le semifinali si sono svolte il 24 e la finale nel pomeriggio del giorno successivo.

## Podio
| Pos.    | Atleta          | Nazione  |
| ------- | --------------- | -------- |
| Oro     | Sara Nordenstam | Norvegia |
| Argento | Irina Novikova  | Russia   |
| Bronzo  | Sarah Poewe     | Germania |

## Record
Prima della manifestazione il record del mondo (RM), il record europeo (EU) e il record dei campionati (RC) erano i seguenti.
| Record mondiale       | 2'20"12 | Annamay Pierse  | 30 luglio 2009 Roma     |
| Record europeo        | 2'21"62 | Nađa Higl       | 31 luglio 2009 Roma     |
| Record dei campionati | 2'23"50 | Anastasia Chaun | 13 agosto 2010 Budapest |

## Risultati

### Batterie
| Pos. | Atleta                    | Nazionalità | Tempo   | Batteria | Corsia | Note |
| ---- | ------------------------- | ----------- | ------- | -------- | ------ | ---- |
| 1    | Joline Höstman            | Svezia      | 2'28"06 | 4        | 5      | Q    |
| 2    | Nađa Higl                 | Serbia      | 2'28"59 | 4        | 4      | Q    |
| 3    | Irina Novikova            | Russia      | 2'29"19 | 5        | 4      | Q    |
| 4    | Sara Nordenstam           | Norvegia    | 2'29"22 | 5        | 6      | Q    |
| 5    | Sarah Poewe               | Germania    | 2'29"84 | 4        | 3      | Q    |
| 6    | Fanny Lecluyse            | Belgio      | 2'30"17 | 3        | 4      | Q    |
| 7    | Martina Moravčiková       | Rep. Ceca   | 2'30"50 | 3        | 7      | Q    |
| 8    | Hrafnhildur Lúthersdóttir | Islanda     | 2'30"54 | 4        | 6      | Q    |
| 9    | Caroline Ruhnau           | Germania    | 2'30"55 | 5        | 3      | Q    |
| 10   | Dilara Buse Günaydin      | Turchia     | 2'31"38 | 4        | 2      | Q    |
| 11   | Tjaša Vozel               | Slovenia    | 2'31"50 | 5        | 7      | Q    |
| 12   | Ganna Dzerkaľ             | Ucraina     | 2'31"71 | 3        | 6      | Q    |
| 13   | Shani Stallard            | Irlanda     | 2'31"87 | 4        | 1      | Q    |
| 13   | Anna Sztankovics          | Ungheria    | 2'31"87 | 5        | 1      | Q    |
| 15   | Neža Marčun               | Slovenia    | 2'32"07 | 2        | 3      | Q    |
| 16   | Fiona Doyle               | Irlanda     | 2'32"20 | 5        | 8      | Q    |
| 17   | Noora Laukkanen           | Finlandia   | 2'32"21 | 3        | 1      |      |
| 18   | Alona Ribakova            | Lettonia    | 2'32"53 | 2        | 6      |      |
| 19   | Concepción Badillo Díaz   | Spagna      | 2'32"69 | 4        | 7      |      |
| 20   | Chiara Boggiatto          | Italia      | 2'32"73 | 3        | 5      |      |
| 21   | Jenna Laukkanen           | Finlandia   | 2'33"33 | 3        | 2      |      |
| 22   | Tanja Šmid                | Slovenia    | 2'33"38 | 5        | 2      |      |
| 23   | Vanessa Crimberg          | Germania    | 2'33"59 | 3        | 3      |      |
| 24   | Raminta Dvariškytė        | Lituania    | 2'33"62 | 3        | 8      |      |
| 25   | Lisa Fissneider           | Italia      | 2'33"79 | 5        | 5      |      |
| 26   | Anastasiya Malyavina      | Ucraina     | 2'34"19 | 4        | 8      |      |
| 27   | Sandra Swierczewska       | Austria     | 2'34"79 | 2        | 5      |      |
| 28   | Erla Dögg Haraldsdóttir   | Islanda     | 2'36"25 | 1        | 4      |      |
| 29   | Mariya Liver              | Ucraina     | 2'38"11 | 2        | 7      |      |
| 30   | Maria Georgia Michalaka   | Grecia      | 2'38"42 | 2        | 4      |      |
| 31   | Zuzana Mimovicová         | Slovacchia  | 2'39"52 | 1        | 5      |      |
| 32   | Vangelina Draganova       | Bulgaria    | 2'39"97 | 1        | 3      |      |
| 33   | Evghenia Tanasienco       | Moldavia    | 2'40"15 | 2        | 1      |      |
| 34   | Tatiana Chisca            | Moldavia    | 2'41"49 | 1        | 6      |      |
| 35   | Helena Pikhartová         | Rep. Ceca   | 2'42"01 | 2        | 8      |      |
| -    | Stina Gardell             | Svezia      | -       | 2        | 2      | DNS  |

### Semifinali
| Pos. | Atleta                    | Nazionalità | Tempo   | Batteria | Corsia | Note |
| ---- | ------------------------- | ----------- | ------- | -------- | ------ | ---- |
| 1    | Irina Novikova            | Russia      | 2'26"39 | 2        | 5      | Q    |
| 2    | Joline Höstman            | Svezia      | 2'27"89 | 2        | 4      | Q    |
| 3    | Sara Nordenstam           | Norvegia    | 2'27"91 | 1        | 5      | Q    |
| 4    | Nađa Higl                 | Serbia      | 2'28"28 | 1        | 4      | Q    |
| 5    | Ganna Dzerkaľ             | Ucraina     | 2'28"88 | 1        | 7      | Q    |
| 6    | Sarah Poewe               | Germania    | 2'28"72 | 2        | 3      | Q    |
| 7    | Fanny Lecluyse            | Belgio      | 2'28"93 | 1        | 3      | Q    |
| 8    | Hrafnhildur Lúthersdóttir | Islanda     | 2'28"99 | 1        | 6      | Q    |
| 9    | Martina Moravčiková       | Rep. Ceca   | 2'29"27 | 2        | 6      |      |
| 10   | Caroline Ruhnau           | Germania    | 2'29"47 | 2        | 2      |      |
| 11   | Tjaša Vozel               | Slovenia    | 2'29"86 | 2        | 7      |      |
| 12   | Anna Sztankovics          | Ungheria    | 2'30"26 | 1        | 1      |      |
| 13   | Dilara Buse Günaydin      | Turchia     | 2'30"70 | 1        | 2      |      |
| 14   | Neža Marčun               | Slovenia    | 2'30"99 | 2        | 8      |      |
| 15   | Shani Stallard            | Irlanda     | 2'32"11 | 2        | 1      |      |
| 16   | Fiona Doyle               | Irlanda     | 2'33"97 | 1        | 8      |      |

### Finale
| Pos.    | Atleta                    | Nazionalità | Tempo   | Corsia | Note |
| ------- | ------------------------- | ----------- | ------- | ------ | ---- |
| Oro     | Sara Nordenstam           | Norvegia    | 2'26"91 | 3      |      |
| Argento | Irina Novikova            | Russia      | 2'27"25 | 4      |      |
| Bronzo  | Sarah Poewe               | Germania    | 2'27"80 | 2      |      |
| 4       | Joline Höstman            | Svezia      | 2'27"87 | 5      |      |
| 5       | Hrafnhildur Lúthersdóttir | Islanda     | 2'27"92 | 8      |      |
| 6       | Nađa Higl                 | Serbia      | 2'28"24 | 6      |      |
| 7       | Ganna Dzerkaľ             | Ucraina     | 2'28"37 | 7      |      |
| 8       | Fanny Lecluyse            | Belgio      | 2'30"12 | 1      |      |